# Mario Cocco
Mario Cocco (Bolzano, 9 marzo 1932) è un ex calciatore italiano, di ruolo difensore.

## Biografia
Marito dell'attrice Ida Galli e padre della già presentatrice Deborah Cocco e dell'attore-pilota Alessandro Cocco. Terminata la carriera di calciatore esercitò la professione di tecnico presso l'Esercizio della Romana-Gas.

## Carriera
Terzino, ha giocato per tre anni in Serie B con la maglia del Palermo, per un totale di 16 presenze senza reti. Ha disputato il doppio confronto con lo Zurigo della Coppa delle Alpi 1960 e la doppia sfida contro il Diósgyőr valevole per la Coppa Mitropa 1960.